# Ракета (судно на підводних крилах)

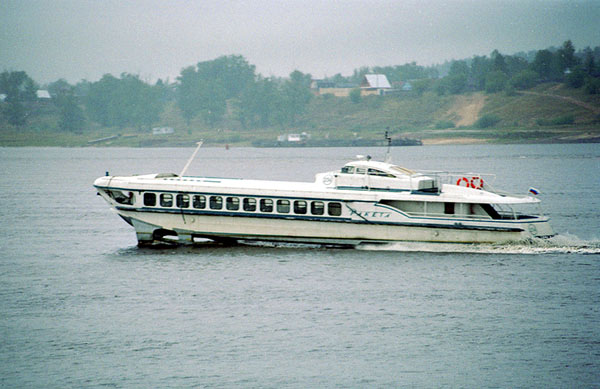

«Ракета» — назва серії радянських пасажирських річкових суден на підводних крилах (проекти 340, 340Е, 340МЕ). Головний конструктор: Ростислав Алексєєв. 
Випуск «Ракет» розпочався в 1957 і тривав до середини 1970-х років. Всього було побудовано близько чотирьохсот теплоходів. Перше і експериментальне судно на підводних крилах «Ракета-1» було побудовано на заводі «Червоне Сормово». Свій перший рейс, у складі Волзького Об'єднаного Річкового Пароплавства, «Ракета-1» здійснила 25 серпня 1957 року. У ході цього рейсу відстань в 420 кілометрів від Горького до Казані було пройдено за сім годин, на борту знаходилося тридцять пасажирів.
Серійний випуск «Ракет» був налагоджений на Феодосійському суднобудівному заводі «Море». З 1959 року по 1976 рік було побудовано 389 «Ракет», в тому числі 32 — на експорт. Високооборотні дизельні двигуни поставлялися Леніградським заводом «Зірка».

## «Ракети» в Україні
В Україні теплоходи «Ракета» експлуатувались на річках Дніпро та Південний Буг. Південним Бугом теплоходи ходили до м. Вознесенськ. В 1980-ті роки вони були поступово замінені більш потужними теплоходами «Восход» та «Метеор».

## Технічні характеристики
- Пасажиромісткість: 64 — 66 (залежно від модифікації).